# Le Pacte du silence (film)
Pour l'autre film portant le même titre, voir Souviens-toi... l'été dernier.
Pour les articles homonymes, voir Le Pacte du silence.
Pour plus de détails, voir Fiche technique et Distribution.
Le Pacte du silence est un film français réalisé par Graham Guit, sorti en 2003.

## Fiche technique
- Titre français : Le Pacte du silence
- Réalisation : Graham Guit
- Scénario : Rose Bosch d'après le roman de Marcelle Bernstein
- Photographie : Patrick Blossier
- Musique : Alexandre Desplat
- Production : Alain Goldman et Catherine Morisse
- Pays d'origine :  France
- Format : couleurs - 2,35:1 - Dolby Digital
- Genre : thriller
- Date de sortie : 2003

## Distribution
- Gérard Depardieu : Joachim
- Élodie Bouchez : Gaëlle / Sarah
- Carmen Maura : Mère Emmanuelle
- Isaac Sharry : Morel
- Tsilla Chelton : Mère Joseph

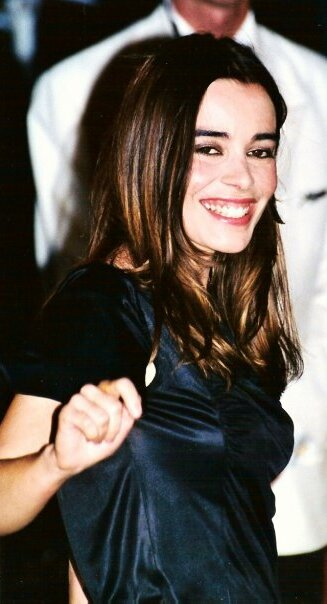
L'actrice principale Élodie Bouchez au Festival de Cannes 2002.

- Estelle Larrivaz : La sœur archiviste
- Anne Le Ny : La sœur infirmière
- Wojciech Pszoniak : L'archevêque
- Isabelle Candelier : La psychiatre
- Hervé Pierre : Marcel
- Manuela Gourary : Chantal
- Philippe du Janerand : Chaumelle, le scientifique
- Marie-Sohna Conde : Mica
- Lucie Le Bras : Gaëlle / Sarah à 14 ans
- Charlotte Bonnet : Suzanne Chaumelle
- Christian Chauvaud : Chauffeur fourgon
- Emmanuel Avena : Dandy
- Marie Vincent : L'infirmière-chef